# 魔法の船
『魔法の船』（まほうのふね、原題：The Ship Who Won）は、アメリカ合衆国の作家アン・マキャフリイとジョディ・リン・ナイの共作によるSF小説。「歌う船シリーズ」としては、船を舞台としない「戦う都市」も含めて5作目の作品である。なお、東京創元社から刊行された書籍では、作者名は「マキャフリー＆ナイ」となっている。

## あらすじ
キャリエル（親しい人はキャリと呼ぶ）とケフは長いあいだ、BB船（筋肉・ブローン＋頭脳・ブレイン＋宇宙船）としてコンビを組んできた。ある日、ステーションSSS－900に滞在していると、大監察官が乗り組んできた。彼はキャリが精神的な病気になっていると考え、しょっちゅう検査をしてくる。キャリは燃料や資材不足のままステーションから急いで出発した。一行が向かったのは、人が住んでいる記録がないのにエネルギー放射が観測されたことがある恒星系。
キャリには、辛い過去があった。16年前、航行中に船体が爆発して筋肉のファニンは死亡し、彼女はセンサー類もほとんど失って孤独の中にいた。どれほど時間が過ぎたのか分からないころ、船体を叩く感じがし、彼女の入った「殻」に触ろうとしている。やがてキャリは軍の輸送船に発見されたが、孤独の中での異常な感覚を、大監察官は病気と考えているのだ。
ともあれ、目標の恒星系に接近し、居住可能な惑星に着陸したキャリとケフ。すると、稲妻が飛び交い、玉座に座った男女が飛び回りはじめた。それらが杖を振ったり、腕輪をいじったりするたびに、まわりで不思議なことが起こる。まるで「魔法の国」に来たようだった。

## 主な登場人物
- キャリエル - サイボーグ宇宙船として生まれ変わった女の子。愛称はキャリ。
- ケフ - キャリエルの相棒である筋肉（ブローン）。
- マクスウェル・コリー博士 - 大監察官。キャリエルの精神に異常があると疑っている。
- ショーメル - 魔術師で外交官。
- ポトリア - 女魔術師。

## 書誌情報
『魔法の船』　嶋田洋一訳　創元SF文庫　1995年8月25日発行　ISBN 4-488-68308-8